# Sonia Meilland (rose)
'Sonia Meilland'  est un cultivar de rosier obtenu en 1971 par Alain Meilland et baptisé en l'honneur de sa fille, Sonia. Il est issu de 'Zambra' et d'un croisement de 'Baccara' et de 'White Knight'.

## Description
C'est un rosier légèrement parfumé à grandes fleurs hybride de thé de couleur rose-orangé dont le buisson peut atteindre 1,30 m. Il fleurit de juin à octobre. Cette rose est très répandue, notamment pour les fleurs à couper.